# Olav Hansson
Olav David Hansson född 23 juli 1957 i Røa i Oslo, är en norsk tidigare backhoppare som representerade Røa Idrettslag.

## Karriär
Olav Hansson debuterade i världscupen under tysk-österrikiska backhopparveckan i Oberstdorf 30 december 1981 och blev nummer 23. Två dagar senare placerade han sig bland de tio bästa i en deltävling i världscupen då han blev nummer 9 i backhopparveckans andra tävling, i Garmisch-Partenkirchen. 
Höjdpunkten i Olav Hanssons backhoppningskarriär kom under Skid-VM 1982 på hemmaplan i Holmenkollen i Oslo. I första backhoppstävlingen, i normalbacken (Midtstubakken) blev Hansson nummer 7. Armin Kogler från Österrike vann en mycket jämn tävling. Lagtävlingen blev också jämn i kampen om guldet. Norska laget (Johan Sætre, Per Bergerud, Ole Bremseth och Olav Hansson) lyckades vinna guldet endast 0,9 poäng före Österrike (Hans Wallner, Hubert Neuper, Armin Kogler och Andreas Felder). Tävlingen i stora backen (Holmenkollbakken) stördes av tät dimma. Hansson vann silvermedaljen, 2,8 poäng efter Matti Nykänen från Finland.
Hansson tävlade 6 säsonger i världscupen. Hans bästa säsong var säsongen 1982/1983 då han blev nummer fyra totalt, 91 världscuppoäng efter segrande Matti Nykänen. Han startade i backhopparveckan 5 gånger. Han blev nummer 8 totalt säsongerna 1982/1983 och 1986/1987. Han blev nummer 2 i deltävlingen i Bischofshofen 6 januari 1983, bara slagen av Jens Weissflog från DDR.
Olav Hansson har tre silvermedaljer (stora backen i Rena 1982 och i båda backarna 1983, i Mo i Rana och i Lillehammer) och två bronsmedaljer från norska mästerskap. Hanssons sista internationella tävling var i Holmenkollen mars 1987 där han blev nummer 14.